# Aeolochroma unitaria
Aeolochroma unitaria är en fjärilsart som beskrevs av Walker 1860. Aeolochroma unitaria ingår i släktet Aeolochroma och familjen mätare. Inga underarter finns listade i Catalogue of Life.